# Синдзи Икари
Си́ндзи И́кари (яп. 碇シンジ Икари Синдзи) — главный герой аниме-сериала и манги «Евангелион», вышедших в 1995 году. Третий из Детей, способных управлять боевыми роботами, «Евангелионами» (или сокращённо — «Евами») разработанными организацией Gehirn и используемыми её преемником Nerv для защиты от таинственных созданий — Ангелов. Синдзи также называют «Третье Дитя». Синдзи — единственный пилот Евангелиона-01. Возраст — 14 лет. Интроверт, меланхолик, не силён в общении с другими людьми. Проживает вместе со своим опекуном Мисато Кацураги, в 17 доме сети бизнес-класс отелей Comfort Hotel (японский бренд, компании Choice Hotels International), квартира 11-A-2. В аниме его озвучивает Мэгуми Огата, занявшая в 1995 году первое место в гран-при журнала Animage (второе место — сэйю Рей Аянами, Мэгуми Хаясибара) и второе место в том же гран-при, в 1996 году (первое место — Мэгуми Хаясибара).

## Популярность
В 1997 и 1998 годах Синдзи был признан журналом Animage лучшим мужским персонажем года и с 1996 по 1998 годы удерживался в двадцатке самых популярных персонажей по рейтингу «Анимага». Также Синдзи занял 77-е место в «Топ-100 самых популярных персонажей» по рейтингу TV Asahi в 2002 году, оказавшись таким образом вторым по популярности персонажем «Евангелиона». Также, по рейтингу TV Asahi за 2007 год, Синдзи занял　двадцать пятое место среди аниме-героев. В этом рейтинге он был единственным представителем мужских персонажей «Евангелиона». Помимо этого, в августе 2009 года Синдзи, как персонаж Rebuild of Evangelion занял третье место среди мужских аниме-персонажей по версии журнала Newtype и поднялся до первого места в сентябре. В октябре же он спустился до третьего места. В 2010 году он был признан самым популярным мужским аниме-персонажем 90-х по версии Newtype. В 2012 году в проведённом Fuji TV опросе он занял двадцатое место среди лучших мужских персонажей токусацу.
У группы Fightstar имеется песня связанная с Синдзи — «Shinji Ikari». Gainax выпускает различную сувенирную продукцию связанную с ним. Например, полотенца, фигурки Синдзи и Евы-01, а также различная сувенирная продукция посвящённая Синдзи и Каору — кофе с молоком, на банках которого изображены Синдзи и Каору и фигурки изображающие ту же пару. Также, в 1997 году, был выпущен посвящённый Синдзи артбук «Синдзи — Синсэики Эвангэрион бунко сясин сю» (яп. SHINJI―新世紀エヴァンゲリオン文庫写真集 Синдзи - Синсэики Эвангэрион бунко сясин сю:, Синдзи - библиотека Евангелиона, коллекция фотографий). Занял 25 строчку в списке 25 лучших персонажей аниме по версии IGN в 2009 году, но в 2014 году другим обозревателем этого же сайта был назван «величайшим персонажем в истории аниме». Также сложился мем «Синдзи, полезай в робота».

## История создания
Как поясняет в интервью во втором томе манги дизайнер персонажей, Ёсиюки Садамото, главные герои аниме про роботов обычно выделяются воинственным духом. В «Евангелионе» же Синдзи управляет роботом безо всякого энтузиазма, поэтому пришлось придумывать новый образ. Изначально Садамото пытался создать персонажа, отражающего сознание аниме-фанатов. Это должен был быть чистый образ, присущий скорее женщине, человек теоретически готовый на самоубийство, но неспособный на него решиться, махнувший на всё рукой. Также, по мнению Садамото, характеры Синдзи в аниме и манге несколько отличаются из-за того, что с точки зрения режиссёра сериала Хидэаки Анно Синдзи должен быть спокойным снаружи, но с сумасшествием внутри. С точки зрения же Садамото, Синдзи должен был быть внешне по-детски странным, но внутри стойким и серьёзным. Внешность же Синдзи изначально планировалась несколько иной — у него должны были быть более длинные волосы, которые в драматических сценах закрывали бы лицо или развевались на ветру. Но результат получился слишком диким. Поэтому Садамото перешёл к другой внешности, когда Синдзи выглядит, как девочка, загримированная под мальчика. Точнее, за основу внешности была взята Надя из Nadia: The Secret of Blue Water. Получившийся в итоге образ, по признанию Анно, отражает его сознание. Хотя Анно и признаёт, что его, в отличие от Синдзи, не бросал отец.
Согласно изначальным планам, Синдзи должен был быть лучшим учеником в школе. Что отражено в манге, согласно которой до перехода в Токио-3 он был отличником, хотя это никак не упоминается в аниме. Фамилия «Икари» позаимствована у друга Анно времён колледжа. Имя «Синдзи» тоже взято у старого друга Анно — Синдзи Хигути.
В интервью 1996 года сооснователь и бывший продюсер Gainax Тосио Окада сказал, что Синдзи следовало сделать взрослым в конце оригинального сериала. Таким образом, «Евангелион» стал бы историей взросления.
На фестивале Otakon 2001 Кадзуя Цурумаки ответил на вопрос по поводу несчастных молодых героев, живущих без родителей в сериалах Gainax. Режиссёры студии в основном были слабыми, неуверенными в себе и озлобленными людьми. Как и большинство любителей аниме. Во многих японских семьях, в том числе и у Цурумаки, есть отцы-трудоголики, чьи дети совсем их не видят. Анно, по образу которого был создан Синдзи, думал, что работа над «Евой» поможет ему измениться.
| Анимация — вымысел; это означает, что всё, из чего она состоит, является ложью или фантазией: ничего не бывает по-настоящему. Я хотел привнести больше ощущения реальности в этот выдуманный мир. Хотел сделать персонажей более человечными. Люди считают, что Синдзи в этом смысле необычен. Полагаю, что чувство реальности, которое я привнёс, отражает мой опыт и знания. Но Синдзи не единственный, кто выступает моим отражением. Во всех персонажах есть частица меня. Поскольку анимация создаётся коллективно, личности персонажей изображают не только меня, но и мою команду создателей. Каждый из этих героев олицетворяет нашу общую индивидуальность. — Хидэаки Анно |

## Описание
Синдзи — третий объект, отобранный институтом Мардук, Третье Дитя. Он застенчив, необщителен, сомневается в ценности своей жизни, привык быть один и, впадая в депрессию, может убежать из дома и жить на улице, ночуя в кинотеатре. Так как он отвергнут отцом, он считает себя ненужным никому. Практически не имеет друзей (в сериале показаны только два школьных друга — Кенске Аида и Тодзи Судзухара). Свою работу пилота Синдзи не любит и два раза за сериал пытается покинуть место пилота. К необходимости же защищать человечество он относится достаточно безразлично. Так, в первой серии некому, кроме него, было защищать город-крепость Токио-3, однако Синдзи отказывается пилотировать Евангелион до тех пор, пока не возникает угроза, что вместо него посадят тяжело раненую Рей Аянами, Первое Дитя. Свободное время Синдзи заполняет игрой на виолончели и прослушиванием плеера. Особенно часто он слушает плеер, находясь в депрессии. Также он хорошо готовит и без всякой подготовки обладает идеальной синхронностью действий с Рей там, где на синхронизацию со Вторым Дитя Аской уходит неделя.
Несмотря на своё отношение к работе, Синдзи обладает уникальными способностями к пилотированию. Даже Рей Аянами потребовалось семь месяцев для синхронизации с Евой, а Синдзи без всякой подготовки достигает 41,3 процентов синхронизации. Впоследствии Синдзи за несколько месяцев превосходит по уровню синхронизации Аску, несмотря на то, что ранее она имела самый высокий среди пилотов уровень синхронизации и тренировалась в течение десяти лет. Ангелы проявляют к нему особый интерес. Так, Гагиил, игнорировавший эмбрион первого Ангела, Адама и Еву-02, пока те были в Германии, напал на флот, их перевозивший, когда на корабль прибыл Синдзи. Бардиил, выведший из строя боеспособные Евы-00 и 02 за считанные секунды, душил несопротивляющуюся Еву Синдзи в течение времени, которого хватило Синдзи и Гендо на то, чтобы обсудить необходимость боя с Бардиэлем и активировать псевдопилот, который впоследствии уничтожил Ангела. Зеруил, устранивший Евы-00 и 02 одним ударом, пытался разбить ядро Евы-01 время достаточное для активации берсерка. Наконец, последний Ангел, Каору Нагиса утверждал, что, возможно, он был рождён, чтобы встретиться с Синдзи.
Ближе к концу сериала он, подобно Рей, получает новое тело. Как поясняет специалист Nerv Акаги Рицуко, после того, как в ходе сражения Синдзи был поглощён Евангелионом-01, то, что осталось от тела Синдзи, находится в растворённом виде внутри контактной капсулы Евангелиона, и там же пребывает его душа. Для спасения Синдзи предпринимается попытка восстановить его тело и соединить его с душой. Однако в ходе спасательной операции содержимое капсулы проливается на пол и, следовательно, выпавший откуда-то из недр Евангелиона Синдзи имеет не оригинальное тело, а его копию, порождённую Евой. Таким образом, эти двое до конца The End of Evangelion, где все люди утрачивают свои тела и впоследствии получают возможность получить новые, остаются единственными персонажами, пережившими реинкарнацию.
По описанию THEManime.org, Синдзи всё время в депрессии и постоянно жалеет себя, согласно dvdtalk.com, Синдзи и Рей схожи в своей замкнутости, что заставляет искать другие их общие черты. По описанию же animemagazine.ru, Синдзи пытается найти любовь внутри себя и, как и все остальные герои, страдает поствоенным синдромом, ещё до начала войны как таковой. В дополнении ко второму тому манги Мэгуми Огата, озвучивавшая Синдзи, указывает на чрезвычайное сходство дизайнера персонажей Ёсиюки Садамото и Синдзи. 2 апреля 2009 года компанией «Yahoo!» был проведён опрос о том, какие актёры наиболее подойдут на роль персонажей в игровой версии Евангелиона. По результатам этого опроса, наиболее подходящим на роль Синдзи был выбран Рюносукэ Камики (яп. 神木隆之介 Камики Рю:носукэ).

## Биография
Синдзи родился примерно через девять месяцев (стандартный срок беременности) после глобальной катастрофы, известной как Второй Удар. Его отец, Гэндо Икари, — научный работник и глава научной организации Gehirn (позднее Nerv) — полностью поглощён работой и почти не проявляет никаких чувств к сыну. Мать Синдзи, Юи Икари, была ведущим сотрудником организации Gehirn. Она работала над проектом «Евангелион» и погибла в 2004 году на глазах Синдзи во время эксперимента, растворившись в LCL, жидкости, используемой для заполнения контактных капсул Евангелионов. После этого Синдзи убежал от отца и забыл об этом событии и Евангелионах (хотя позднее, в 20-й серии, утверждает, что знал, что такое Ева). После этого Синдзи много лет жил у своего учителя — по собственной оценке, просто существовал.
В 2015 году, в начале сериала, герой вызван в город-крепость Токио-3 своим отцом, с целью сделать Синдзи пилотом Евангелиона-01. О назначении Синдзи говорят как о свершившимся факте, перед которым его ставят при прибытии в Токио-3. Изначально Синдзи отказывается пилотировать Еву, но перспектива того, что вместо него в бой пошлют тяжело раненую Рей, заставляет изменить решение. В бою Синдзи не может ни заставить робот держаться на ногах (Ева падает на втором шаге), ни установить AT-поле, используемое Евангелионами как защитное поле и наступательное оружие. После того, как Ангел пробивает в голове Евангелиона сквозную дыру, Ева переходит в состояние берсерка и побеждает Ангела.

Один из образов, предстающих перед Синдзи в The End of Evangelion

Синдзи пытаются поселить в одиночестве в отдельной квартире, но недовольная этим Мисато Кацураги забирает его к себе домой и становится его опекуном. Со временем она селит в свою квартиру и Второе Дитя, Аску. Позднее показывается, что и Рей, и Мисато, и Аска становятся объектами сексуальных фантазий Синдзи: образы этих обнажённых девушек предстают перед ним как в сериале, при растворении в Евангелионе, так и в The End of Evangelion. Перейдя в школу Токио-3, он не заводит друзей, зато наживает врага в лице Тодзи, чья сестра была ранена во время сражения Синдзи с Ангелом. Однако после того, как Синдзи во время следующего боя по приказу Мисато берёт Тодзи и его друга Кенске Аиду внутрь Евы, Тодзи меняет отношение к герою и вместе с Кэнске становится другом Синдзи.
В ходе яростных боёв с Ангелами Синдзи продолжает на ощупь искать своё место в жизни, но узнаёт в них лишь одиночество и отчаяние. Постепенно он теряет всех своих друзей: дома Тодзи и Кенске разрушены, они уехали; к воскресшей Рей Синдзи идти боится; Пятое Дитя, последнего Ангела Каору Нагису, ставшего его другом, Синдзи вынужден убить собственными руками; после разговора об этом с Мисато он начинает бояться идти и к ней. Аска же пропала, а позднее выясняется, что она в больнице и сошла с ума. К началу The End of Evangelion Синдзи находится в крайней степени депрессии и не хочет жить, а после очередной ссоры с Аской решает, что все, и он в том числе, должны умереть. После этих слов Рей начинает собирать души, дабы слить все души людей в одну. Как поясняет Рей, в итоге возникает океан LCL — мир без боли, где невозможно провести грань между людьми. По словам Рей, это тот мир, о котором мечтал Синдзи. Однако после разговора с Рей и Каору Синдзи меняет решение и даёт возможность людям вернуть свои человеческие тела и вновь существовать как отдельные существа.

## Отношения

### С Рей
На момент пятой серии, согласно утверждению на официальном сайте Gainax, Рей Аянами — объект интереса Синдзи. В The End of Evangelion его мама Юи Икари говорит, что Рей является сердцем Синдзи и воплощением его желаний. В том же фильме, когда Евангелион-01 падает в лоб Лилит, перед Синдзи предстаёт именно образ множества Рей с фабрики псевдопилотов. Герой часто задерживает взгляд на Рей, например, в бассейне или когда она выжимает тряпку, убираясь в школе. Поначалу свой интерес он объясняет тем, что мало знает о Рей. При этом Синдзи забывает, как на его взгляды реагируют другие, и продолжает смотреть до тех пор, пока не услышит насмешливых замечаний от Тодзи или Мисато. Синдзи не проявляет подобного внимания ни к какому другому персонажу, кроме того Рей — единственная, кому он в сериале делает комплименты: называет её сильной и говорит, что ей идёт роль домохозяйки. Наконец, Синдзи и Рей помнят запах друг друга и узнают его, когда меняются Евами.
Их знакомство начинается с того, что Синдзи назначают заменой Рей. На тот момент он знает, что его вряд ли ждёт успех на месте пилота, как из-за отсутствия минимальных навыков, так и ввиду низких шансов на удачную синхронизацию. Тем не менее, видя состояние Рей, он соглашается занять место пилота. И, по мнению Мисато, его действия являются поступком, достойным восхищения. Позднее он дважды остаётся на месте пилота из-за угрозы, что в противном случае работу придётся выполнять Рей. Один раз — в четвёртой серии — после того, как он убегает с места пилота. Второй раз — после того, как буквально чуть ли не сварившийся живьём внутри контактной капсулы из-за атаки 5-го Ангела Рамиила и оказавшийся на грани смерти Синдзи приходит в себя в реанимации и более не желает садиться в Еву.
Хотя Синдзи, как поясняется в официальном описании пятой серии, пытается сблизиться с Рей, она не открывает ему своего сердца, а его слова о недоверии к отцу заканчиваются пощёчиной. После того, как в шестой серии Синдзи открывает раскалённый люк контактной капсулы Евы-00 (от его рук при этом идёт дым, а в Evangelion: 1.0 You Are (Not) Alone показано, что на ладонях остались ожоги) Рей улыбается по его просьбе, хотя до этого улыбалась только Гэндо. Со временем отношения героев постепенно улучшаются. Так, в 17-й серии Синдзи заслуживает первое в жизни Рей «спасибо», а в вырезанной сцене к 22-й серии — с улыбкой на лице общается с Рей на вокзале. Также они общаются в образах предстающих перед Синдзи внутри Евангелиона и его снах (в том числе и в Evangelion: 1.0 You Are (Not) Alone), где Рей помогает ему разобраться в себе. После того, как Рей гибнет в бою, Синдзи впадает в глубокую депрессию, однако после воскрешения Рей у него не хватает смелости увидеться с ней. Несмотря на это, в The End of Evangelion Рей сливается с прародительницей человечества, вторым Ангелом Лилит, отвечая именно на зов Синдзи, а сам Синдзи впоследствии общается с ней без каких-либо проблем. После ссоры с Аской Синдзи погружается в ещё более глубокую депрессию. В ходе их дальнейшей беседы Рей постепенно удаётся вывести Синдзи из его депрессии и убедить его вернуться в мир, где люди существуют отдельно друг от друга. Этот разговор они ведут обнажёнными (хотя Каору появляется в их разговоре одетым), и их тела поначалу свободно проходят сквозь друг друга. В конце The End of Evangelion, после того, как Синдзи покидает океан LCL, и непосредственно перед тем, как он начинает душить Аску, он на мгновение видит образ Рей над океаном.

### С Аской
Аска регулярно оскорбляет Синдзи, а поначалу даже несколько раз бьёт. В частности, в 11-й серии, когда герои ползут по вентиляции. Синдзи же ввязывается в ссору с Аской лишь однажды, в девятой серии, и впоследствии просто игнорирует её поведение, иногда, однако, делая ей замечания. Так, он не одобряет ссоры Аски с Рей и считает, что то, что Аска сбежала со свидания со знакомым Хикари, было грубым. Хотя Аска не скрывает недовольство отсутствием внимания к себе, Синдзи большую часть времени её игнорирует. Однако когда Аска по ошибке ложится к нему в постель, Синдзи видит её полуобнажённую грудь и пытается поцеловать девушку, пока она не начинает во сне звать маму. Также Синдзи проявляет беспокойство, когда возникает угроза жизни Аски — например, ловит её Еву, когда та начинает тонуть в вулкане (хотя неясно, для каких именно задач Ева Синдзи стояла рядом с вулканом и не входила ли в его задачи в том числе и подстраховка Аски). С другой стороны, тот факт, что пилотируемой Аской Еве-02 отрубают голову в 19-й серии, не оказывает влияния на ранее принятое решение Синдзи более не участвовать в боях. Со временем отношение Аски к нему ухудшается из-за зависти — Синдзи постепенно обгоняет её по уровню синхронизации с Евангелионом.
В The End of Evangelion Синдзи страдает оттого, что убил Каору, и, опасаясь идти к Мисато или Рей, ищет спасение от этого страдания у Аски. Во время попыток разбудить Аску Синдзи случайно распахивает её рубашку и, увидев её грудь, начинает онанировать. Однако позднее он считает этот поступок отвратительным, и его ненависть к себе возрастает ещё больше.
Пытаясь вернуть себе захваченный восставшим против них Гэндо контроль над Геофронтом, комитет Seele начинает штурм Nerv, отдав приказ уничтожать персонал и пилотов. После того как в сражение со вторгшимися в Nerv войсками вступает Аска на Еве-02, против неё посылают серийные Евангелионы. Считая, что способен только причинять боль другим, Синдзи отказывается помочь Аске в этом бою. Позднее Мисато заставляет его изменить решение, но его Ева к тому времени уже залита бакелитом и возможность попасть внутрь отсутствует. Когда же Ева-01 самостоятельно ломает бакелит и Синдзи наконец попадает внутрь, то видит лишь жалкие остатки Евы-02 Аски и его одолевают страх, дезорганизация и гнев. Позднее, в видениях Синдзи, Аска начинает с ним новую ссору, в ходе которой Синдзи просит помощи у Рей, Аски и Мисато (строго говоря, Синдзи не уточняет, к кому он обращается, поэтому фраза может относиться как к показанным на экране девушкам, так и персонально к Рей, которой он отвечает). Не получив ни от кого ответа, он просит помощи уже у Аски, однако она тоже не желает ему помогать, из-за чего отчаявшийся Синдзи начинает душить её. Покинув океан LCL, Синдзи выходит на берег, где находит беспомощно лежащую Аску, которую вновь начинает душить. Но после того, как Аска проводит рукой по его щеке, Синдзи отпускает её.
Юко Миямура ответила на вопрос, если бы Синдзи Икари захотел изменить любую вещь в мире, о чём она попросит, то пожелание будет, чтобы он стал умнее и спокойнее.

### С Мисато
С точки зрения Синдзи, Мисато дома неряшливая, ленивая, и иногда ему стыдно на неё смотреть. Человеку же, чьей девушкой она станет, придётся нелегко. Однако, как поясняют Тодзи и Кенске, подобное её поведение — признак того, что Синдзи для неё часть семьи, с которым можно вести себя естественно. В начале знакомства, видя, что Синдзи собирается жить совсем один, Мисато принимает решение стать его опекуном и взять его в свой дом. Так как дом Мисато теперь — и дом Синдзи, она делит с ним домашние обязанности, разыгрывая их в «камень, ножницы, бумага». В результате большая часть обязанностей ложится на Синдзи, а ту часть, что досталась ей, Мисато выполняет не всегда, объясняя это своей забывчивостью. За подобное поведение, а также за её одежду, которую он считает неприличной, Синдзи поначалу регулярно критикует Мисато, и эту критику она рассматривает как признак того, что Синдзи немного приободрился. В свою очередь Мисато подшучивает над Синдзи, например, когда он слишком долго смотрит на фотографию Рей. С появлением Аски их пикировки заканчиваются, однако отношения остаются достаточно доверительными. Так, после того как Тодзи получает тяжёлые ранения в результате применения Гэндо системы псевдопилота — Синдзи жалуется на это Мисато. Позднее Синдзи растворяется в Евангелионе-01 и не знает, хочет ли он возвращаться или нет. Спасательная операция, направленная на то, чтобы извлечь его из Евы, терпит крах. И то, что Синдзи в итоге покидает Евангелион, по предположению Рицуко, является заслугой Мисато. Наконец, Мисато Синдзи изливает свою боль о том, что был вынужден убить Каору. В The End of Evangelion из-за этого убийства, а также из-за того, что он, по его мнению, отвратительно поступил с Аской, онанируя на неё — Синдзи не желает сражаться. Но после того, как умирающая Мисато грозит, что никогда не простит его, и дарит «взрослый» поцелуй, обещая, что всё остальное будет, когда он вернётся, Синдзи меняет своё решение.

### С Гэндо
С отцом Синдзи практически не поддерживает каких-либо отношений. Три года назад он встретился с Гэндо в последний раз, после чего убежал и более не возвращался до тех пор, пока не был вызван в Токио-3. Гэндо в свою очередь интересуется сыном только как пилотом. Однако он не пытается настаивать в моменты, когда Синдзи не желает пилотировать Евангелион, и более того, при первых намёках на нежелание — прямо предлагает ему покинуть место пилота. Несмотря на их взаимно прохладное отношение друг к другу, Синдзи тем не менее ценит редкую похвалу Гэндо, утверждая, что, возможно, сел в Еву именно ради того, чтобы услышать похвалу от отца и пытается узнать у окружающих о нём. Позднее Синдзи приходит в ярость от хладнокровия Гэндо, атаковавшего с помощью псевдопилота захваченную Ангелом Еву вместе с находящимся в ней Четвёртым Дитя Тодзи Судзухарой, и угрожает уничтожить Геофронт. Гэндо игнорирует его и приказывает поднять до максимума давление в контактной капсуле, после чего Синдзи насильно извлекают из Евангелиона. В итоге к концу сериала Синдзи признаётся Каору, что ненавидит своего отца.

### С Каору
Появляясь в 24-й серии сериала, Каору Нагиса утверждает, что хрупкое сердце Синдзи достойно доброты, и говорит, что любит его. Заночевав впоследствии у Каору дома, Синдзи рассказывает ему о своём прошлом и отношении к отцу и удивлён своей откровенностью. Когда Каору проявляет свою истинную природу Ангела и, захватив Еву-02, атакует Геофронт, Синдзи воспринимает это как предательство и после схватки с Евой-02 выполняет просьбу Каору убить его. В дальнейшем Синдзи говорит Мисато, что Каору был лучше его и погибнуть следовало бы Синдзи, и то, что он также любил Каору. Позднее, в 25-й серии, он также говорит о Каору как о любимом человеке. И Каору, и Синдзи используют прилагательное «суки» (яп. 好き), которое в принципе может быть переведено как «нравиться», так и «любить», однако оно используется в том числе в признаниях в любви. В русском переводе данное слово переведено как «любить», когда его говорит Каору, как «нравиться», когда его использует Синдзи, в переводе же 25-й серии оно просто пропущено. В The End of Evangelion Каору появляется вновь, но общается с Синдзи чисто эпизодически.

## Манга
Согласно манге, хотя мама Синдзи растворилась на его глазах, Синдзи отказался признавать факт её смерти и спрашивал у Гэндо, куда ушла мама, даже после ответа, что она умерла. После этого Гэндо бросил Синдзи и отправил к дяде и тёте, оставив, однако, им более чем достаточно денег на его содержание. Несмотря на попытки Синдзи добиться заботы от Гэндо, тот не пришёл к нему даже тогда, когда Синдзи, обвинённый в краже велосипеда, специально назвал Гэндо своим опекуном (вместо него явились дядя и тётя). Синдзи, по собственным словам в разговоре с Рей, в то время испытывал ненависть и антипатию ко всему, у него не было никаких желаний, он просто притворялся хорошим ребёнком, а возможно, и притворялся, что живёт. В то время он был отличником (хотя, после переезда в Токио-3 времени на учёбу не осталось).
К моменту прибытия в Токио-3, Синдзи практически не ценит свою жизнь, периодически говоря что ему всё равно, если он умрёт, и предлагая разозлённому на него Тодзи сбросить его с крыши. При первом знакомстве с Мисато та описывает Синдзи как «ходячее плохое настроение». Поначалу он проявляет достаточно ехидный характер, например, предпочитает не давать Тодзи сдачи, так как то, что тот будет ему должен, интереснее. Этот долг он и использует, когда Тодзи злится на него за то, что Синдзи пытался с помощью него рассмешить Рей. Впрочем, позднее он не заходит дальше комментариев о характере Аски. Также, в отличие от сериала, Синдзи достаточно агрессивно отказывается от заботы Мисато, и та фактически силой селит его к себе в дом.
По сравнению с сериалом гораздо более чётко показана линия Рей и Синдзи. В частности, он размышляет о том, почему, приходя к ней домой, вспоминает, как упал на неё, когда девушка была обнажённой, о том, что всё больше и больше сближается с ней и о том, что она почувствовала, когда Синдзи коснулся её в последний раз. Помимо этого, Синдзи пытается сформулировать своё отношение к Рей — «люблю» или «хочу встречаться» — он не может выразиться такими простыми словами. Однако, он приходит к выводу, что Рей для него как часть его самого, оторванная давным-давно. И если в сериале Синдзи просто впадает в глубокую депрессию после смерти Рей, то в манге у него начинается регулярная гипервентиляция, доводящая Синдзи до потери сознания. Кроме того, несколько видоизменены отношения с Аской: поцеловаться она предлагает не дома у Мисато, а в Геофронте во время отключения электричества. Собственно сам поцелуй так и не происходит из-за того, что в этот момент появляются Кадзи и Мисато. И если в сериале не сообщается мнение Синдзи о поцелуе, то согласно манге он рад, что поцелуя так и не произошло, хотя и, возможно, немного сожалеет об этом. Также, после того как Аска разъясняет Синдзи, что Хикари злая с Тодзи, потому что он для неё привлекателен — Синдзи предполагает, что Аска злая с ним по той же самой причине. Однако он приходит к выводу, что у Аски всё наоборот — она злая со всеми, но добрая с Кадзи, которого любит.
В отличие от сериала, в манге Синдзи не испытывает никакого желания дружить с Каору и шокирован тем, что тот убивает увязавшегося за Синдзи котёнка на том основании, что, так как Синдзи не хочет взять заботу о котёнке на себя, тот всё равно скорее всего сдохнет с голоду. Позднее Синдзи пытается побить Каору за слова о том, что Рей сама виновата в том, что с ней случилось во время боя с Армисаилом, но теряет сознание в начале драки. После этого Каору забирает его к себе домой, где Синдзи и остаётся до сообщения о том, что Рей выжила, так как боится, что, если он вернётся, точно узнает, что Рей умерла, и его будут окружать мысли о её смерти. Каору же — единственный человек, которому плевать на Аянами, поэтому оставаться у него лучше всего. Так как после своего воскрешения Рей стала относиться к нему заметно прохладнее и не помнила последнего боя, Синдзи посчитал, что это другой человек и Рей потеряна навсегда. Попытка обратиться к лежащей в больнице Аске со словами о том, что теперь защищать больше некого, тем более пустую оболочку, от неё оставшуюся, и потому Аске надо прийти в себя, чтобы Синдзи было за кого сражаться — привела к тому, что Аска действительно встала с постели, но лишь за тем, чтобы в безумном гневе попытаться задушить Синдзи. Думая, что он потерял всех близких ему людей, Синдзи начинает размышлять о том, нужно ли защищать такой мир.

## Другие произведения
Появление в аниме
- Синдзи появляется в Rebuild of Evangelion. Его характер не претерпел значительных изменений по сравнению с сериалом. Однако в беседе Гэндо и Фуюцуки содержится намёк на то, что встреча Рей и Синдзи была подстроена[89].
- Синдзи появляется в тиби-ситкоме Petit Eva: Evangelion@School.
- В 31 серии и фильме Shinkansen Henkei Robo Shinkalion пилотирует Евангелион тип 500. Также в 21 серии Shinkalion Z, как и раньше, озвучивает Мэгуми Огата[90][91]. По её мнению, Синдзи из «Синкалиона» и «Евы» существует в разных мирах[92].

Игры и манга
- Синдзи является главным героем Girlfriend Of Steel.
- Он также появляется в Iron Maiden 2nd и манге, созданной по мотивам игры.
- Синдзи является главным героем игры Shinji Ikari Raising Project и манги по её мотивам.
- Синдзи является одним из персонажей игры Ayanami Raising Project.
- Синдзи является главным героем манги Gakuen Datenroku, в которой он влюблён в Рей[93].
- В ранобэ «Евангелион АНИМА» Синдзи 17 лет[94], он старшеклассник, работает в Nerv JPN и пилотирует Еву-01 F. Судя по изображению, немного изменил причёску, стал выше ростом и разбирается в инструментах[95][96]. Когда один из клонов Рей уничтожает Еву с Синдзи внутри, Ева-01 перестраивает их тела так, что захватывает сердце Синдзи через квантовое измерение, и теперь они не могут существовать друг без друга, но Синдзи может управлять Евой, не находясь в контактной капсуле.

Прочее
- Синдзи принимает участие в шуточной постановке «Сюкёку но цудзуки» (яп. 終局の続き Сю:кёку но цудзуки), входившей в альбом Neon Genesis Evangelion Addition.
- Кассетный плеер SDAT, на котором играют важные композиции 25 и 26[97], действительно существует — это Sony WMD-DT1[98]. В 2014 году компания выпустила специальную модель Sony Walkman F Evangelion с наушниками XBA-H3[99][100].
- В официальной колоде Таро «Евангелион» Синдзи — Справедливость (№ 11)[101].
- В коллаборации c фильмом Shin Kamen Rider 2023 года Синдзи был изображён в костюме главного героя[102].